# Trzcianne
Trzcianne [ˈtʂt͡ɕannɛ] (tiếng Yid: טרעסטיני) là một ngôi làng ở Mońki, Podlaskie Voivodeship, ở phía đông bắc Ba Lan. Đó là khu vực hành chinh của Gmina Trzcianne. Nó nằm khoảng 11 kilômét (7 mi) về phía tây nam Mońki và 41 km (25 mi) về phía tây bắc của thủ đô khu vực Białystok. Nó nằm gần Vườn quốc gia Biebrza. Ngôi làng có dân số là 610 người.

## Lịch sử
Những ghi chép đầu tiên về Trzcianne có từ thế kỷ 13. Tên gọi có lẽ đến từ những cây lau sậy (tiếng Ba Lan: trzcina) bao quanh dòng sông chảy qua làng. Theo hồ sơ của Aleksander Jagiellon, Đại công tước Litva, nhà thờ Công giáo đầu tiên ở Trzcianne được xây dựng trước năm 1496. Nó tồn tại trong khoảng 100 năm. Nhà thờ thứ tư hiện tại ở Trzcianne được xây dựng vào năm 1846 và được thánh hiến vào năm 1860.
Cũng có nhiều người Do Thái sống ở Trzcianne, những người Do Thái đầu tiên đến Tzcianne vào thế kỷ 18. Đó là một ngôi làng Do Thái nhỏ, trong cuộc điều tra dân số năm 1909, 98% dân số của Trzcianne là người Do Thái và vẫn còn một nghĩa trang Do Thái cũ trong làng.
Khi quân Đức chiếm đóng khu vực này vào tháng 6 năm 1941, họ đã đốt cháy toàn bộ ngôi làng. Sau đó, họ tập hợp hơn 1000 người Do Thái địa phương ở làng Zubole lân cận. Người Do Thái bị giam giữ trong hố sỏi và sau đó trong một nhà kho. Họ bị giam giữ trong suốt gần một tuần trước khi các vụ hành quyết hàng loạt diễn ra. 400 đến 700 người Do Thái bị sát hại. Số người Do Thái còn lại đã được thả ra. Vào mùa thu năm 1941, một khu tập trung Do Thái đã được tạo ra ở Trzcianne. Nó kéo dài cho đến ngày 2 tháng 11 năm 1942, khi những người Do Thái từ khu tập trung này bị gửi đến trại quá cảnh Bogusze. Vài tuần sau, với những người Do Thái từ các thị trấn và làng mạc xung quanh, họ bị gửi đến các trại hành quyết Treblinka và Auschwitz. Ngay trước Thế chiến thứ hai, có khoảng 2500 người Do Thái sống trong làng, chỉ có 25 người Do Thái Trzcianne sống sót sau thảm sát Holocaust.
Cả trong và sau Thế chiến II, nhiều cư dân của Trzcianne cũng bị Liên Xô trục xuất đến Kazakhstan.